# August Lorenz
August Lorenz (* 19. Februar 1883 in Erzhausen; † 13. November 1963 ebenda) war ein hessischer Politiker (SPD) und Abgeordneter des Landtags des Volksstaates Hessen in der Weimarer Republik.
August Lorenz war der Sohn des Maurers Adam Lorenz und seiner Frau Sophie geborene Kehres. Er war mit Katharina geborene Heinz verheiratet und evangelischer Konfession. August Lorenz war nach dem Besuch der Volksschule von 1900 bis 1908 als Maurer tätig und von 1908 bis 1914 Gewerkschaftsangestellter. Von 1919 bis 1933 war er Bürgermeister der Gemeinde Erzhausen. Nach der Machtergreifung der Nationalsozialisten konnte er seine politische Arbeit nicht fortsetzen und war von 1933 bis 1945 als Arbeiter tätig. Zwischen April 1945 und 1950 war er wieder Bürgermeister der Gemeinde Erzhausen.
Seit 1902 war August Lorenz Mitglied der SPD. 1945 wurde er Vorsitzender der SPD im Stadt- und Landkreis Darmstadt. Seit dem 1. Mai 1946 arbeitete er als Vorsitzender der Spruchkammer Darmstadt-Land.
Vom 21. Januar 1931 (als Nachrücker für Wilhelm Weber) bis zum 3. April 1933 war er Mitglied des Landtags des Volksstaates Hessen und vom 15. Juli 1946 bis zum 30. November 1946 Mitglied der Verfassungberatenden Landesversammlung Groß-Hessen.